# دامنل گلیسون
دونال گیلسون (به ایرلندی: Domhnall Gleeson) (زاده ۱۲ مه ۱۹۸۳) بازیگر ایرلندی است.

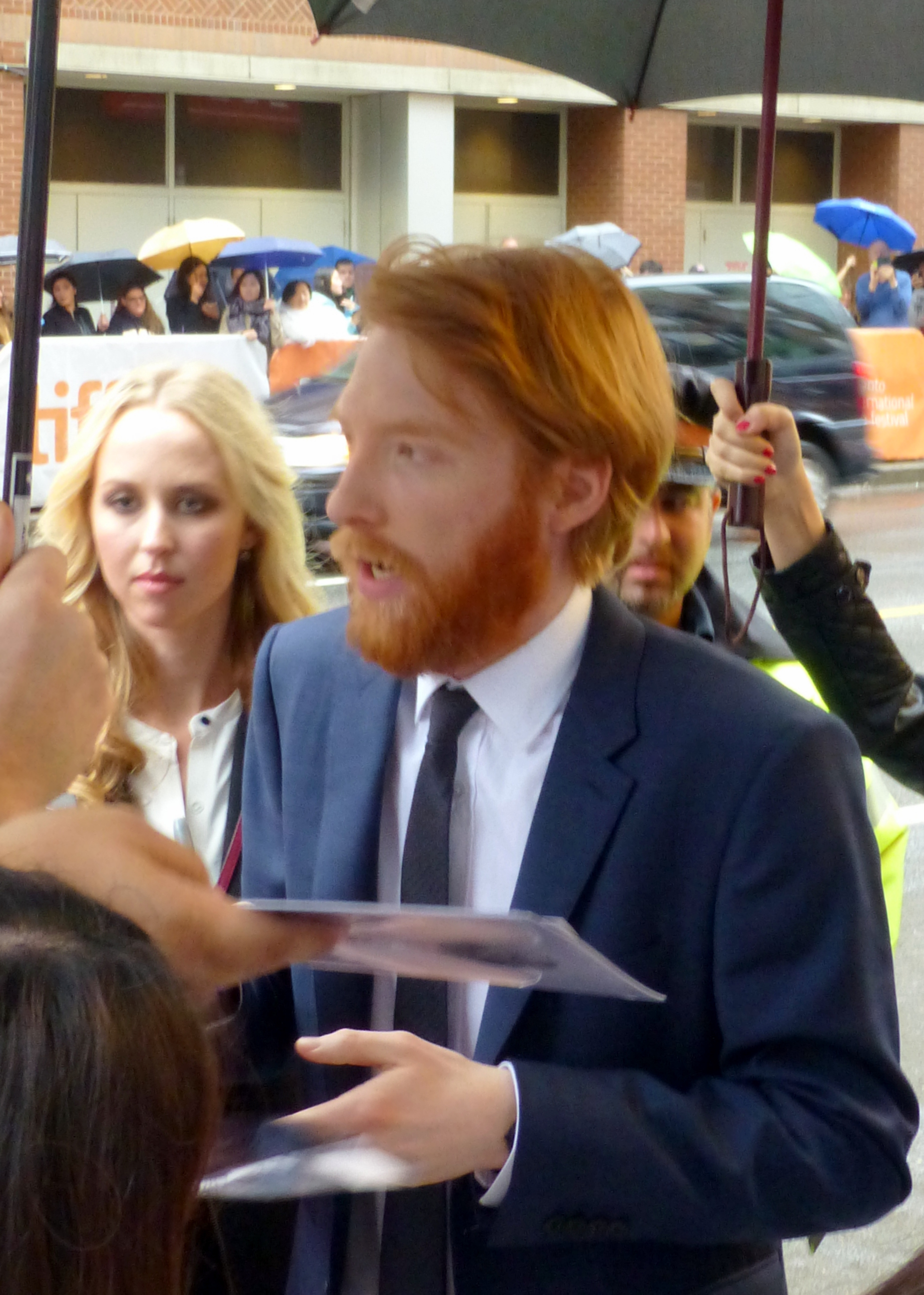
در سال ۲۰۱۵

## قسمتی از فیلمشناسی
- شش‌لول -۲۰۰۴
- پاداش پریر -۲۰۰۹
- هرگز رهایم مکن -۲۰۱۰
- شجاعت واقعی -۲۰۱۰
- هری پاتر و یادگاران مرگ - قسمت اول -۲۰۱۰
- هری پاتر و یادگاران مرگ - قسمت دوم -۲۰۱۱
- درد -۲۰۱۲
- آنا کارنینا -۲۰۱۲
- درباره زمان -۲۰۱۳
- کالواری -۲۰۱۴
- شکست‌ناپذیر -۲۰۱۴
- فرانک (۲۰۱۴)
- اکس‌مشینا -۲۰۱۵
- بروکلین -۲۰۱۵
- جنگ ستارگان: نیرو برمی‌خیزد -۲۰۱۵ ( با نقش ژنرال هاکس )
- بازگشته -۲۰۱۵
- منا -۲۰۱۷
- جنگ ستارگان: اپیزود VIII -۲۰۱۷ ( با نقش ژنرال هاکس )
- ساخت آمریکا -۲۰۱۷
- مادر! - ۲۰۱۷
- رابطه یک‌شبه- ۲۰۱۷
- خداحافظ کریستوفر رابین-۲۰۱۷
- رفتار بی‌‌فایده و احمقانه-۲۰۱۸
- پیتر خرگوش - ۲۰۱۸ ( در نقش تامس )
- پیتر خرگوشه۲- ۲۰۲۱ (در نقش تامس)
- چشمه جوانی-۲۰۲۵